# Jennifer Davidson
Jennifer Davidson – amerykańska bobsleistka, dwukrotna medalistka mistrzostw świata.

## Kariera
Pierwszy sukces w karierze osiągnęła w 2000 roku, kiedy wspólnie z Jean Racine zdobyła srebrny medal w dwójkach podczas mistrzostw świata w Winterbergu. Wynik ten Amerykanki w tym samym składzie powtórzyły na rozgrywanych rok później mistrzostwach świata w Calgary. Davidson nigdy nie wystąpiła na igrzyskach olimpijskich.